# 유엔 탈퇴
유엔 탈퇴는 유엔 회원국이 유엔에서 법적 및 정치적 절차를 통해 탈퇴하는 것을 의미한다. 하지만 유엔 헌장에는 탈퇴에 대한 규정이 없다.
그럼에도 불구하고 국제관습법에 사정변경의 원칙이 존재한다. 이 원칙에 따라 국가는 조약의 목적이 더 이상 의미가 없게 되거나 조약 당사국이 중대한 위반을 저지르는 등 상황에 상당한 예상치 못한 변화가 있는 경우에만 탈퇴 조항이 없는 조약에서 탈퇴할 수 있다. 사정변경의 원칙은 조약법에 관한 빈 협약의 제61조 및 제62조에서 좁게 해석되었다. 따라서 국제관습법이나 빈 협약에 따라 근본적인 변화가 발생하지 않는 한 유엔이 국가의 일방적 유엔 탈퇴권을 인정할 가능성은 낮다. 이 협약은 또한 주권 국가가 조약을 거부 할 수 있음을 인정 하고 어떤 경우에 관습적으로 허용되는지 결정한다. 또한, 유엔 헌장 제2조에서는 모든 유엔 회원국의 '주권 평등 원칙'을 구체적으로 인정하고 있다.